# Тобель-Тегершен
Тобель-Тегершен (нім. Tobel-Tägerschen) — громада  в Швейцарії в кантоні Тургау, округ Мюнхвілен.

## Географія
Громада розташована на відстані близько 140 км на північний схід від Берна, 12 км на південний схід від Фрауенфельда.
Тобель-Тегершен має площу 7,1 км², з яких на 13,2% дозволяється будівництво (житлове та будівництво доріг), 57,2% використовуються в сільськогосподарських цілях, 29,3% зайнято лісами, 0,3% не є продуктивними (річки, льодовики або гори).

## Демографія
2019 року в громаді мешкало 1604 особи (+16,2% порівняно з 2010 роком), іноземців було 16,6%. Густота населення становила 226 осіб/км².
За віковим діапазоном населення розподілялося таким чином: 22,5% — особи молодші 20 років, 62,8% — особи у віці 20—64 років, 14,7% — особи у віці 65 років та старші. Було 671 помешкань (у середньому 2,4 особи в помешканні).
Із загальної кількості 615 працюючих 54 було зайнятих в первинному секторі, 184 — в обробній промисловості, 377 — в галузі послуг.